# Otocyon megalotis
L'otocione (Otocyon megalotis Desmarest, 1822), noto anche come megalotide o volpe dalle orecchie di pipistrello, è una piccola volpe indigena dell'Africa subsahariana. Si riconoscono due sottospecie, separate da circa 1000 chilometri: O. m. megalotis, diffusa nell'Africa meridionale, e O. m. canescens, presente nell'Africa orientale. La IUCN classifica l'otocione tra le specie a rischio minimo, grazie al suo vasto areale e alla sua elevata adattabilità, sebbene possa essere minacciato localmente da carenze alimentari e malattie.
Il nome del genere deriva dal greco ōt- ("orecchio") e cýōn ("cane"), con il significato di "dalle orecchie di cane".
Si tratta di una volpe primitiva, il cui genere si è originato in Sudafrica durante il Pliocene superiore. Oltre alle sue grandi orecchie, la specie possiede numerose caratteristiche distintive, tra cui una mascherina di pelo nero, una mandibola con una sporgenza subangolare e un numero eccezionalmente elevato di denti (46-50), il più alto tra tutti i mammiferi placentati. È l'unico canide veramente insettivoro, nutrendosi prevalentemente di termiti della famiglia Hodotermitidae. La sottospecie meridionale è monogama, come la maggior parte delle altre volpi, mentre la forma orientale mostra comportamenti poligami.

## Descrizione

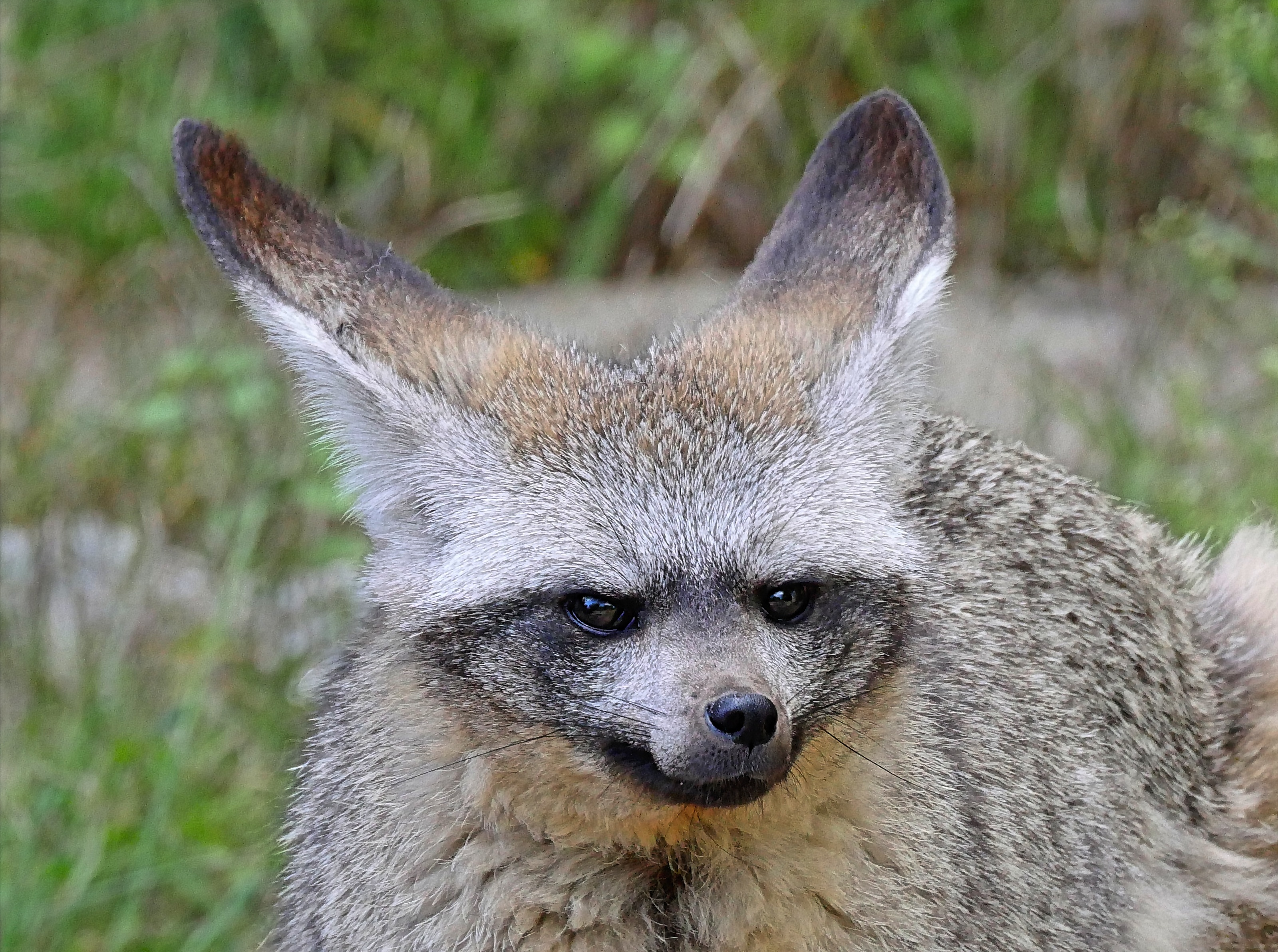
Otocione. Da notare la mascherina

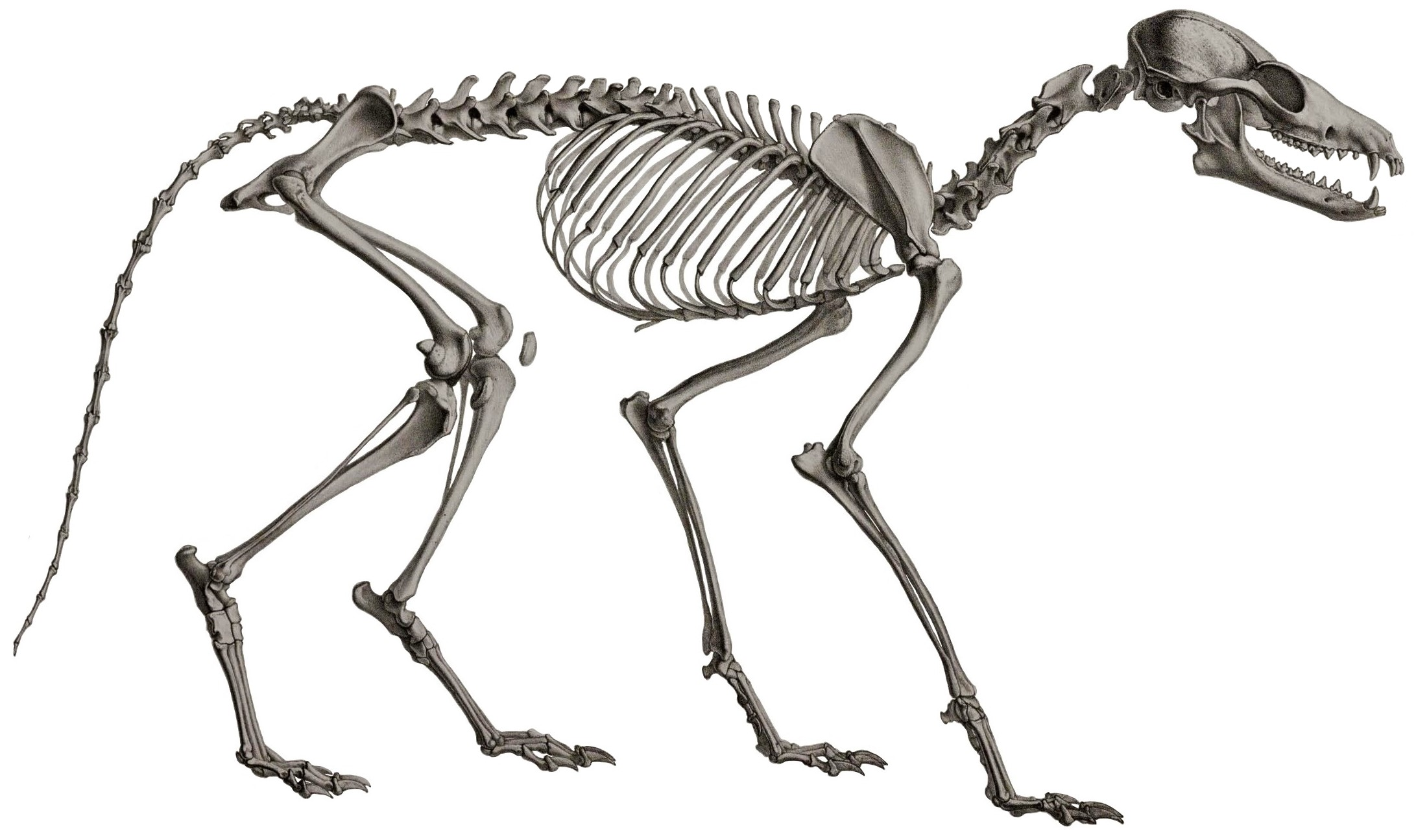
Scheletro

L'otocione è un canide di corporatura smilza, con arti snelli, una coda lunga e folta e orecchie eccezionalmente grandi. I maschi adulti solitamente pesano 4,1 kg, mentre le femmine pesano in media 3,9 kg, ad eccezione del Botswana, dove le femmine risultano leggermente più pesanti dei maschi. La specie è unica tra i mammiferi euteri terrestri per la presenza di 4-5 molari inferiori funzionanti, ed è ulteriormente unica tra i canidi per il possesso di 3-4 molari superiori. Sebbene i cuccioli presentino una dentizione decidua tipicamente canina, negli adulti la superficie tagliente dei carnassiali scompare e i molari diventano progressivamente più rugosi, caratteristica ideale per triturare gli insetti.
La mandibola presenta una protuberanza sotto l'angolo, nota come "processo subangolare". Questa sporgenza serve ad ancorare un muscolo che permette una masticazione estremamente rapida. Inoltre, una particolare modificazione del muscolo digastrico consente all'otocione di aprire e chiudere la mandibola fino a cinque volte al secondo.
La superficie superiore delle orecchie, della coda, del muso, della mascherina e degli arti è nera, mentre una chiazza biancastra si estende dalla fronte ai bordi esterni delle orecchie. La mandibola, la gola, il petto e l'addome sono ricoperti da un pelo color beige o miele. I peli del corpo e della coda hanno basi nere e punte bianche, conferendo alla pelliccia un aspetto brizzolato o grigiastro, mentre i fianchi sono di colore camoscio.

## Evoluzione e tassonomia

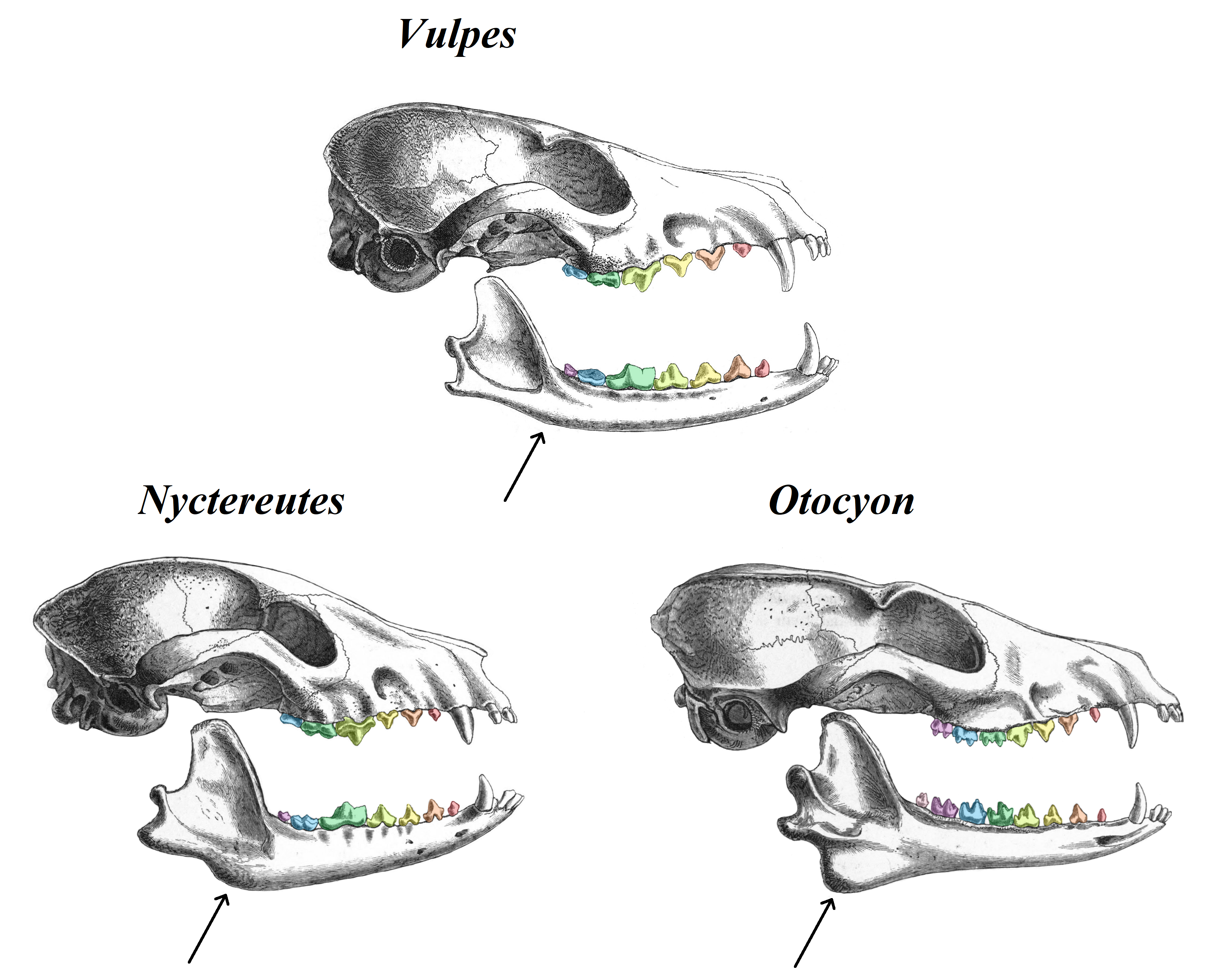
Illustrazione comparativa di crani dei tre generi di volpi, con l'otocione in basso a destra. Si nota il maggior numero di molari e la vistosità del processo subangolare

### Fossili
Il paleontologo Xiaoming Wang ha proposto che l'otocione (Otocyon megalotis) discenda da Prototocyon, un genere originario dell'India. I resti fossili più antichi del genere Otocyon provengono dalla grotta dei Focolari nel Makapansgat, in Sudafrica, e risalgono al Pliocene superiore. Inoltre, i resti di una specie estinta, Otocyon recki, sono stati rinvenuti in sedimenti risalenti al Pliocene superiore-Pleistocene inferiore nella gola di Olduvai, in Tanzania.

### Filogenia
La posizione tassonomica dell'otocione all'interno dei canidi ha subito numerose revisioni a causa della sua morfologia anomala. Nel 1880, Thomas Henry Huxley ipotizzò che l'otocione fosse il canide più primitivo, basandosi sulla struttura della sua dentatura. Successivamente, più autori hanno suggerito, in base alla morfologia, che l'otocione fosse strettamente imparentato con gli urocioni del Nord America. Tuttavia, un'analisi filogenetica proposta nel 2005, basata sul genoma mitocondriale dei canidi odierni, ha dimostrato che l'otocione appartiene alla tribù dei vulpini, che comprende il nittereute e le vere volpi.
|  | Otocione                                                  |
|  |                                                           |
|  | \| \| Nittereute \| \| \| \| \| \| Vere volpi \| \| \| \| |
|  |                                                           |
|  | Nittereute                                                |
|  |                                                           |
|  | Vere volpi                                                |
|  |                                                           |

|  | Nittereute |
|  |            |
|  | Vere volpi |
|  |            |

|  | Otocione                                                  |
|  |                                                           |
|  | \| \| Nittereute \| \| \| \| \| \| Vere volpi \| \| \| \| |
|  |                                                           |
|  | Nittereute                                                |
|  |                                                           |
|  | Vere volpi                                                |
|  |                                                           |

|  | Nittereute |
|  |            |
|  | Vere volpi |
|  |            |

|  | \| \| Veri cani (canidi lupini e sudamericani) \| \| \| \| |
|  |                                                            |
|  | Veri cani (canidi lupini e sudamericani)                   |
|  |                                                            |

|  | Veri cani (canidi lupini e sudamericani) |
|  |                                          |

|  | Otocione                                                  |
|  |                                                           |
|  | \| \| Nittereute \| \| \| \| \| \| Vere volpi \| \| \| \| |
|  |                                                           |
|  | Nittereute                                                |
|  |                                                           |
|  | Vere volpi                                                |
|  |                                                           |

|  | Nittereute |
|  |            |
|  | Vere volpi |
|  |            |

|  | Otocione                                                  |
|  |                                                           |
|  | \| \| Nittereute \| \| \| \| \| \| Vere volpi \| \| \| \| |
|  |                                                           |
|  | Nittereute                                                |
|  |                                                           |
|  | Vere volpi                                                |
|  |                                                           |

|  | Nittereute |
|  |            |
|  | Vere volpi |
|  |            |

|  | \| \| Veri cani (canidi lupini e sudamericani) \| \| \| \| |
|  |                                                            |
|  | Veri cani (canidi lupini e sudamericani)                   |
|  |                                                            |

|  | Veri cani (canidi lupini e sudamericani) |
|  |                                          |

|  | Otocione                                                  |
|  |                                                           |
|  | \| \| Nittereute \| \| \| \| \| \| Vere volpi \| \| \| \| |
|  |                                                           |
|  | Nittereute                                                |
|  |                                                           |
|  | Vere volpi                                                |
|  |                                                           |

|  | Nittereute |
|  |            |
|  | Vere volpi |
|  |            |

|  | Otocione                                                  |
|  |                                                           |
|  | \| \| Nittereute \| \| \| \| \| \| Vere volpi \| \| \| \| |
|  |                                                           |
|  | Nittereute                                                |
|  |                                                           |
|  | Vere volpi                                                |
|  |                                                           |

|  | Nittereute |
|  |            |
|  | Vere volpi |
|  |            |

|  | \| \| Veri cani (canidi lupini e sudamericani) \| \| \| \| |
|  |                                                            |
|  | Veri cani (canidi lupini e sudamericani)                   |
|  |                                                            |

|  | Veri cani (canidi lupini e sudamericani) |
|  |                                          |

|  | Otocione                                                  |
|  |                                                           |
|  | \| \| Nittereute \| \| \| \| \| \| Vere volpi \| \| \| \| |
|  |                                                           |
|  | Nittereute                                                |
|  |                                                           |
|  | Vere volpi                                                |
|  |                                                           |

|  | Nittereute |
|  |            |
|  | Vere volpi |
|  |            |

|  | Otocione                                                  |
|  |                                                           |
|  | \| \| Nittereute \| \| \| \| \| \| Vere volpi \| \| \| \| |
|  |                                                           |
|  | Nittereute                                                |
|  |                                                           |
|  | Vere volpi                                                |
|  |                                                           |

|  | Nittereute |
|  |            |
|  | Vere volpi |
|  |            |

|  | \| \| Veri cani (canidi lupini e sudamericani) \| \| \| \| |
|  |                                                            |
|  | Veri cani (canidi lupini e sudamericani)                   |
|  |                                                            |

|  | Veri cani (canidi lupini e sudamericani) |
|  |                                          |

### Sottospecie
Dal 2005, la MSW riconosce due sottospecie:
| Sottospecie                       | Immagine | Autorità        | Descrizione | Areale                                                     | Sinonimi |
| --------------------------------- | -------- | --------------- | --- | ---------------------------------------------------------- | --- |
| Otocione del sud O. m. megalotis  |          | Desmarest, 1822 | Il mantello è folto e di colore grigio-bruno con arti neri e gola e addome bianco. Le femmine tendono ad essere più grandi dei maschi. È di abitudini monogame.                                              | Angola, Botswana, Mozambico, Namibia, Sudafrica e Zimbabwe | auritus (C. E. H. Smith, 1840) caffer (Müller, 1836) lalandi (Desmoulins, 1823) steinhardti (Zukowsky, 1924) |
| Otocione dell'est O. m. canescens |          | Cabrera, 1910   | Simile in grandezza e forma a O. m. megalotis, ma con denti e bolle timpaniche più piccoli, nessun dimorfismo sessuale, e un colore più camoscio, con zone marroni invece che nere. È di abitudini poligame. | Etiopia, Kenya, Somalia, Sudan del Sud, Tanzania e Uganda  | |

## Comportamento

### Comportamenti sociali e territoriali
Gli otocioni non sono territoriali e si osservano principalmente in gruppi di due o tre esemplari, solitamente composti da una femmina e due maschi. Le coppie dormono nella stessa tana, spesso sdraiandosi in contatto tra loro e praticando la toelettatura reciproca. La mancanza di territorialità nella specie è evidente dal fatto che, in aree ricche di termiti e coleotteri, possono essere presenti 19-28 otocioni per km², una densità che non si riscontra in nessun altro canide. I gruppi familiari spesso condividono gli stessi spazi senza mostrare segni di antagonismo e le loro tane possono trovarsi a soli cento metri di distanza l'una dall'altra.
Le tane sono generalmente situate a livello del suolo, dotate di numerose entrate e coperte di vegetazione. Sebbene l'otocione sia un abile scavatore, preferisce modificare le tane scavate da facoceri, oritteropi, lepri saltatrici e altri animali fossori. Con l'eccezione delle feci dei cuccioli, le tane di otocione si distinguono per la loro estrema pulizia.
La comunicazione tra gli otocioni è principalmente visiva, con una varietà di posizioni auricolari e caudali, enfatizzate dai peli neri. La coda viene invertita in una posizione uncinata per esprimere diversi stati emotivi, tra cui paura, allarme e desiderio di gioco. I vocalizzi sono generalmente contenuti e raramente utilizzati, eccetto in situazioni di pericolo o gioco.

### Riproduzione e crescita
Nell'Africa meridionale, l'otocione è monogamo, mentre nell'Africa orientale è poligamo. I maschi si accoppiano con due o più femmine imparentate, che allevano i cuccioli collettivamente, senza distinguere tra la propria prole e quella delle altre femmine. La stagione degli amori si svolge tra luglio e settembre, con circa dieci accoppiamenti al giorno per più giorni consecutivi. Il nodo copulatorio dura circa quattro minuti ed è seguito da comportamenti giocosi. La gestazione dura tra 60 e 75 giorni, e le cucciolate variano da uno a sei piccoli. Alla nascita, i neonati pesano tra 99 e 142 grammi ed emergono dalla tana dopo 8-12 giorni. Le madri trascorrono poco tempo con i cuccioli, poiché devono cacciare costantemente per produrre sufficiente latte, data la loro dieta povera di nutrienti. Durante le assenze della madre, il maschio protegge e gioca con i cuccioli, ma questa disparità nelle cure termina dopo lo svezzamento, che avviene tra le 10 e le 15 settimane di vita. I cuccioli lasciano i genitori durante la loro prima estate, permettendo agli adulti di riprodursi nuovamente nella stagione successiva.

## Ecologia

### Habitat
Gli habitat prediletti dagli otocioni sono strettamente legati alla presenza delle termiti, motivo per cui si trovano principalmente in pianure aperte, boscaglie di acacia, prati sovrapascolati e zone di suolo calcareo o ricco di cenere vulcanica.

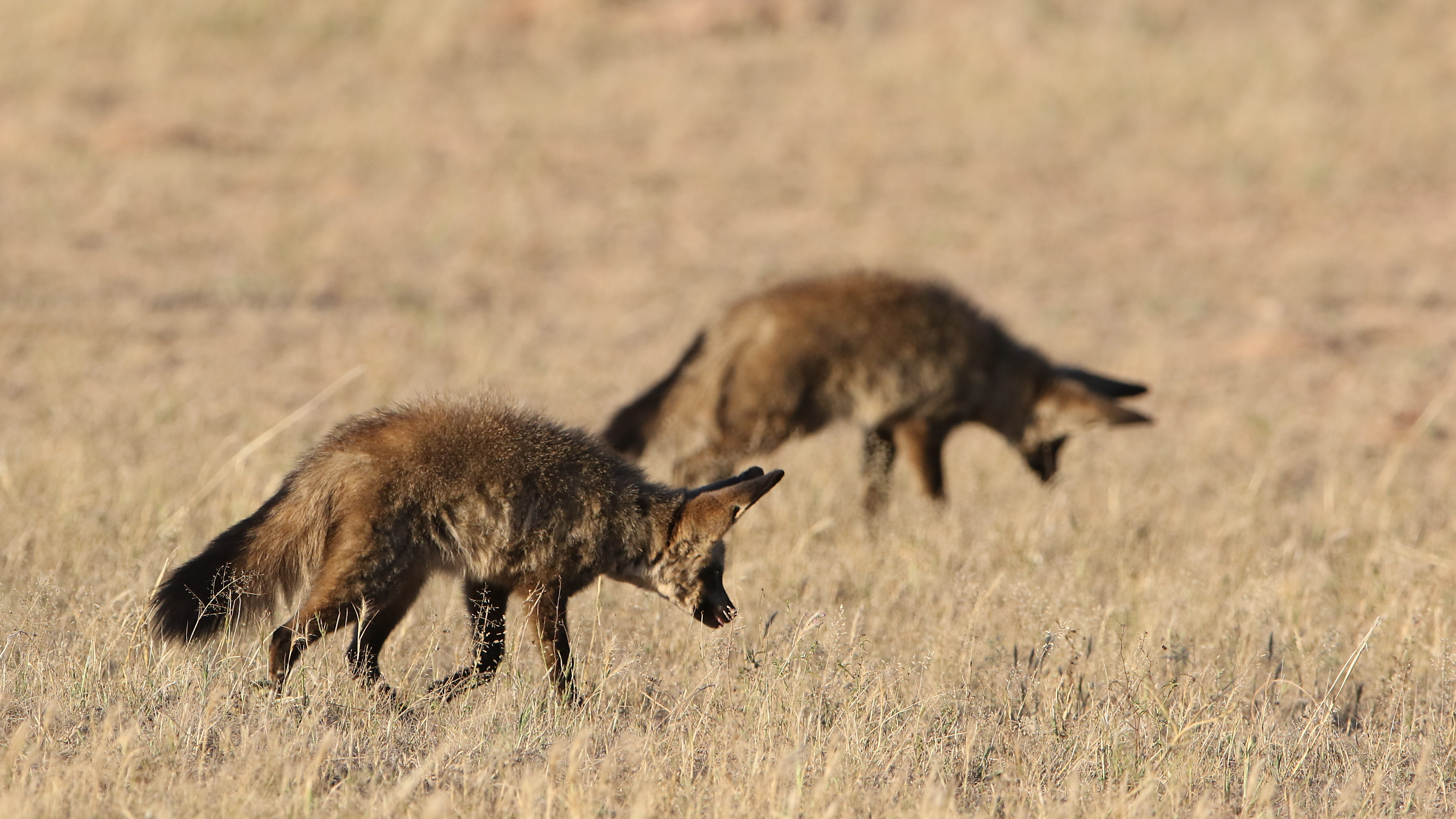
Otocioni con le teste abbassate per sentire meglio i movimenti degli insetti

### Alimentazione
La termite Hodotermes mossambicus costituisce la preda principale dell'otocione, rappresentando l'80-90% della sua dieta. Nelle aree in cui questa specie di termite è assente, come in alcune zone del Kenya, gli otocioni si nutrono di altre specie di termiti, come Odontotermes. Altri invertebrati nella sua dieta includono formiche, coleotteri, grilli, cavallette, millepiedi, falene e loro larve, scorpioni e ragni solifughi. Gli uccelli, le lucertole e le carcasse vengono consumati solo opportunisticamente. L'otocione si nutre anche, sebbene occasionalmente, di materia vegetale, come bacche, semi e frutti. Svolge inoltre un ruolo importante nella dispersione dei semi delle aizoacee.
L'otocione si affida principalmente al suo udito acuto per individuare le prede, riuscendo persino a rilevare le larve sottoterra. Quando si nutre di termiti, cammina con la testa abbassata, raccogliendo gli insetti con la lingua in modo simile al protele. Può eseguire balzi fulminei per catturare cavallette e termiti volanti, mentre immobilizza lucertole, gerbilli e pulcini con le zampe anteriori. Gli invertebrati corazzati vengono frantumati con rapidi morsi trituranti, mentre i piccoli roditori e uccelli possono essere inghiottiti interi. L'otocione è tipicamente possessivo del proprio cibo e non lo condivide con i conspecifici, fatta eccezione per i cuccioli inesperti.

### Nemici e concorrenti
Gli unici concorrenti alimentari dell'otocione sono altri mammiferi insettivori, come la mangusta dalla coda bianca, il protele e lo zorilla, ma solitamente li ignora, tranne quando si avvicinano ai suoi cuccioli. Tra i suoi predatori si annoverano le iene macchiate, le aquile marziali, i gufi reali, i gufi lattei, i pitoni, i ghepardi, i licaoni e i leopardi. Tuttavia, gli sciacalli dalla gualdrappa sono considerati i principali predatori dei cuccioli. In Sudafrica, la predazione da parte di questi sciacalli, insieme alle malattie, è responsabile del 25-30% della mortalità adulta.
Data la sua scarsa velocità nella corsa, l'otocione elude i predatori cambiando rapidamente direzione durante la fuga, una tattica che ha ispirato il suo nome in afrikaans, Draaijakkal, che significa "sciacallo che gira". Se viene raggiunto, può tentare di fuorviare l'attacco colpendo il predatore in faccia con la coda.

## Distribuzione
L'otocione ha un areale disgiunto, che comprende le regioni aride e semi-aride dell'Africa meridionale ed orientale, con due popolazioni separate da circa 1000 km. La sottospecie orientale, O. m. canescens, si estende dal Sudan del Sud, Etiopia e Somalia, proseguendo verso sud attraverso Uganda, Kenya e Tanzania sudoccidentale. La sottospecie meridionale, O. m. megalotis, invece, si distribuisce dall'Angola, attraversando Namibia e Botswana, fino a raggiungere Mozambico e Sudafrica. Questa distribuzione disgiunta è simile a quella osservata nel protele e nello sciacallo dalla gualdrappa, suggerendo che i due areali fossero collegati durante il Pleistocene.